# Friesland
Friesland (phát âm tiếng Hà Lan: [ˈfrislɑnt] ⓘ; tiếng Tây Frisia: Fryslân [ˈfrislɔ̃ːn] ⓘ) hay Frisia là một tỉnh ở tây bắc Hà Lan. Nó tọa lạc ở phía tây Groningen, tây bắc Drenthe và Overijssel, bắc Flevoland, đông bắc Bắc Holland, và nam Biển Bắc. Năm 2010, tỉnh có tổng dân số 646.000 người và tổng diện tích 5,749 km2 (2,220 dặm vuông Anh).
Thủ phủ và nơi đặt trụ sở chính phủ trực thuộc tỉnh là Leeuwarden (tiếng Tây Frisia: Ljouwert), một thành phố với dân số 91.817 người. Từ 2016, Joan Leemhuis-Stout là Người được Vua ủy quyền của tỉnh. Một liên minh gồm Đảng Lao động, Đảng Dân chủ Kitô giáo, và Đảng Quốc gia Frisia tạo nên bộ máy hành pháp tỉnh. Friesland được chia thành 24 đô thị.
Khu vực Friesland từng là một phần của vùng Frisia cổ. Các ngôn ngữ chính thức của Friesland là tiếng Tây Frisia và tiếng Hà Lan.